# الاستهلاك الأخلاقي للحوم

## التعريف
ضوابط استهلاك اللحوم أو أخلاقيات استهلاك اللحوم (والتي يقابلها مصطلح واجبات استهلاك اللحم، والذي يشرح وجهة النظر فيما يتوجب على البشر مراعاته عند آكل اللحوم)  هي اعتبار أن النظام الغذائي للإنسان لابد أن يحتوي على اللحم والبيض والألبان ومنتجاتها والتي ترجع إلي المزرعة ومايعيش فيها من آكلات العشب والتي يُستخدم في تربيتها النطاقات المفتوحة لتربية الحيوانات العاشبة (هو نظام تربية للحيوانات بدلًا من بقائها محبوسة في سكنها، وذلك كي تتعرض لضوء الشمس) والمواشي التي يتم تطعيمها وإعطائها المضادات الحيوية و الخالية من الهرمونات وتغذيتها بالغذاء الخالي من التعديلات الوراثية والخالية من المبيدات الحشرية.
ويقتصر استهلاك الأسماك في المحيطات على المزارع السمكية المستدامة أو الالتزام بضوابط الصيد في المحيط دون استخدام الصيد الجائر غير القانوني وغير الملتزم بقانون حقوق الأرض.
أكد النقاد أن السلوك غير الأخلاقي يضغط بشكل أكبر على الحيوانات والبيئة الطبيعية أكثر من التكثيف في المزارع الحيوانية.

## السند المنطقي
يزيد هذا النظام الغذائي من دعم المستخدم لتطبيق ضوابط إنتاج اللحوم بهدف أن يكون الحافز للمطاعم ومتاجر اللحوم في استخدام المصادر الأخلاقية.

## النقد
يرفض النقاد النباتيون مصطلح الضوابط الأخلاقية في استهلاك اللحم ويرون أن تربية الحيوانات بغرض استهلاكها أصلًا غير أخلاقي وأن يوما ما سيذبح هذا الحيوان وسيشعر بالخوف والمحنة والألم أثناء الذبح، ويرون أن إعطاء الحياة لأخذها بعد وقت أمر غير أخلاقي.كما يرون أيضا أن أساليب التربية سواء من استخدام نظام النطاقات الحرة أو الاهتمام العضوي مجرد مسميات يستخدموها في صناعة الزراعة لكنها تفتقر إلي الاهتمام الحقيقي بالحيوان.